# 安氏深海狗母魚
安氏深海狗母魚為輻鰭魚綱仙女魚目青眼魚亞目爐眼魚科的一種，分布於西南太平洋新喀里多尼亞海域，屬深海底棲性魚類，深度可達990公尺，體長可達19公分，棲息在底層水域，生活習性不明。